# Ромни
Ромни́ (на украински: Ромни) е град в Сумска област, Украйна. Той е административен център на Ро́менски район, но не влиза в състава му.
Разположен е на брега на реса Сула (десен приток на Днепър) при вливането в нея на р. Роме́н (Роменка). Населението му е 42 527 души (2013).
Основан е под името Ромен през 902 година. Завзет е и е разрушен от монголо-татарите през 1239 г. Важен принос за разцвета на Ромен в миналото е развитието му като търговски град – ежегодно се провеждат 4 панаира, на които се търгуват стоки от днешните Украйна, Русия и Беларус, като знаменитият Илински панаир, продължавал 2 – 3 седмици, събира до 120 000 души.
През 1781 година Ромни получава статут на град, става център на уезд в Полтавска губерния през 1802 г. Окупиран е от войски на Нацистка Германия на 10 септември 1941 г.; в боевете край града е извършен първият въздушен таран от жена-летец – Екатерина Зеле́нко, посмъртно удостоена със званието „Герой на Съветския съюз“ (1990). Градът е освободен от Червената армия на 16 септември 1943 г.
Сред забележителностите на града са Дворецът на културата, 10 църкви – 9 православни и католическа, стари сгради, много паметници и др.
- Възнесенската църква
- Първият (1918) в света паметник на Тарас Шевченко
- Монета от 5 гривни, пусната за 1100-годишнината на града